# Carolina Moran

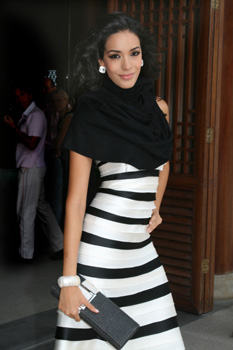
Carolina Morán Gordillo

Carolina Morán Gordillo (sinh ngày 30 tháng 12 năm 1987) là một người mẫu và hoa hậu của México. Cô từng đại diện cho Mexico tham dự cuộc thi Hoa hậu Thế giới 2007.
Carolina cao 1,78 m. Ngày 2 tháng 9 năm 2006, cô đăng quang danh hiệu Hoa hậu Thế giới Mexico (á hậu 1 sau Rosa María Ojeda - Hoa hậu Hoàn vũ Mexico). Tại cuộc thi Hoa hậu Thế giới 2007, cô đã đoạt danh hiệu á hậu 2, sau người đẹp nước chủ nhà Trương Tử Lâm (Trung Quốc) và á hậu 1 Micaela Reis đến từ Angola.